# Baudement
Baudement är en kommun i departementet Marne i regionen Grand Est (tidigare regionen Champagne-Ardenne) i nordöstra Frankrike. Kommunen ligger i kantonen Anglure som tillhör arrondissementet Épernay. År 2022 hade Baudement 99 invånare.

## Befolkningsutveckling
Antalet invånare i kommunen Baudement
| Referens: INSEE |